# Antonio Abbondi
Antonio Abbondi (Milánó, 1505 előtt – Velence, 1549. november 6.) olasz építész, kőfaragó, Velencében működött. 1505-től 1508-ig Giovanni Tedesco tervei szerint felújította a Foncado dei Tandeschit, tervezte és építette a San Sabastianót (1506–1538), végezte a Rialto híd és épülete helyreállítását, ő építette a San Giovanni Elemosinariót is, 1523- tól 1538-ig.